# Прорвінський ВТТ
Прорвінський ВТТ (рос. ПРОРВИНСКИЙ ИТЛ, Прорвлаг) — структурна одиниця системи виправно-трудових таборів Народного комісаріату внутрішніх справ СРСР (ГУЛАГ НКВД).
Організований 05.09.32 ;

закритий 17.04.40 (перейменований в Астраханський ВТТ).

## Підпорядкування і дислокація
- ГУЛАГ ОДПУ з 05.09.32;
- ПП (повноважне представництво) ОДПУ по Нижньо-Волзькому кр. з 11.12.32;
- ОЛТПиМЗ (відділ таборів, трудпоселень і місць ув'язнення) УНКВС по Сталінградському кр. з 08.05.35 ;
- ГУЛАГ НКВС з 29.09.36.

Дислокація: Казахстан, о. Прорва в Каспійському морі з 05.09.32;

м.Астрахань не пізніше 07.09.35;

м.Гур'єв з 29.09.36 ;

м. Астрахань з 21.04.39

## Виконувані роботи
- рибна ловля,
- «громадянське буд-во в таборі»

## Чисельність з/к
- 12.32 — 2000,
- 01.01.34 — 7780,
- 01.01.35 — 10 342,
- 01.01.36 — 10 345,
- 01.01.37 — 7717,
- 01.01.38 — 6953,
- 01.10.38 — 5328,
- 01.01.39 — 4877;
- 01.01.40 — 5044;